# Grądy Wielkie
Grądy Wielkie [pronunciación en polaco: /ˈɡrɔndɨ ˈvjɛlkʲɛ/] es un pueblo ubicado en el distrito administrativo de Gmina Jedwabne, dentro del Condado de Łomżun, Voivodato de Podlaquia, en el norte de Polonia oriental. Se encuentra aproximadamente a 5 kilómetros al este de Jedwabne, a 23 kilómetros al noreste de Łomżun, y a 57 kilómetros al oeste de la capital regional Białystok.